# Театр Української Бесіди
Театр Української Бесіди (до 1914: Театр Руської Бесіди) — перший український професійний театр 1864–1924 років. Іноді також називають «театром Стадника».

## Історія

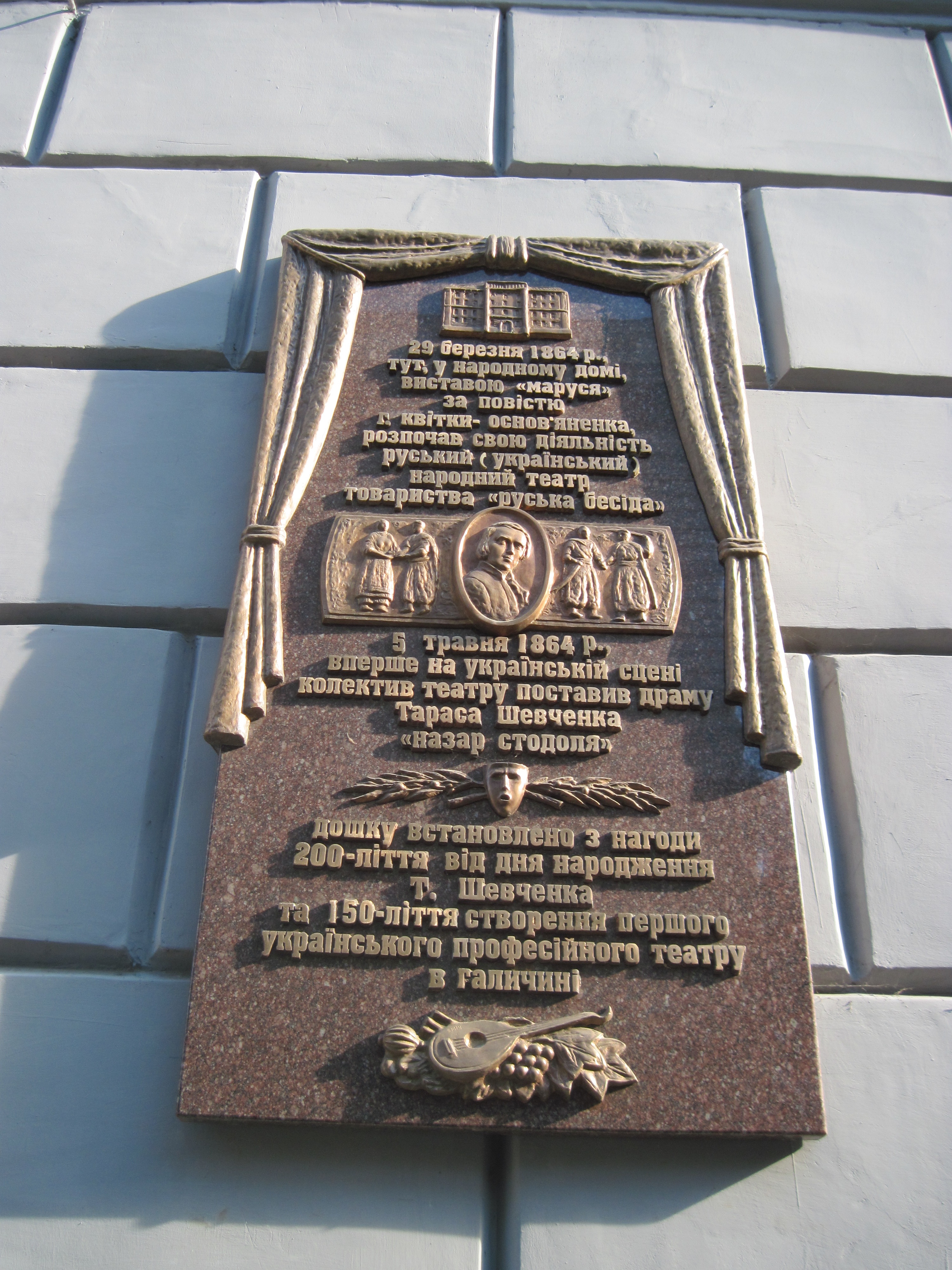
Пам'ятна дошка театру Руська бесіда, Львів, 2014

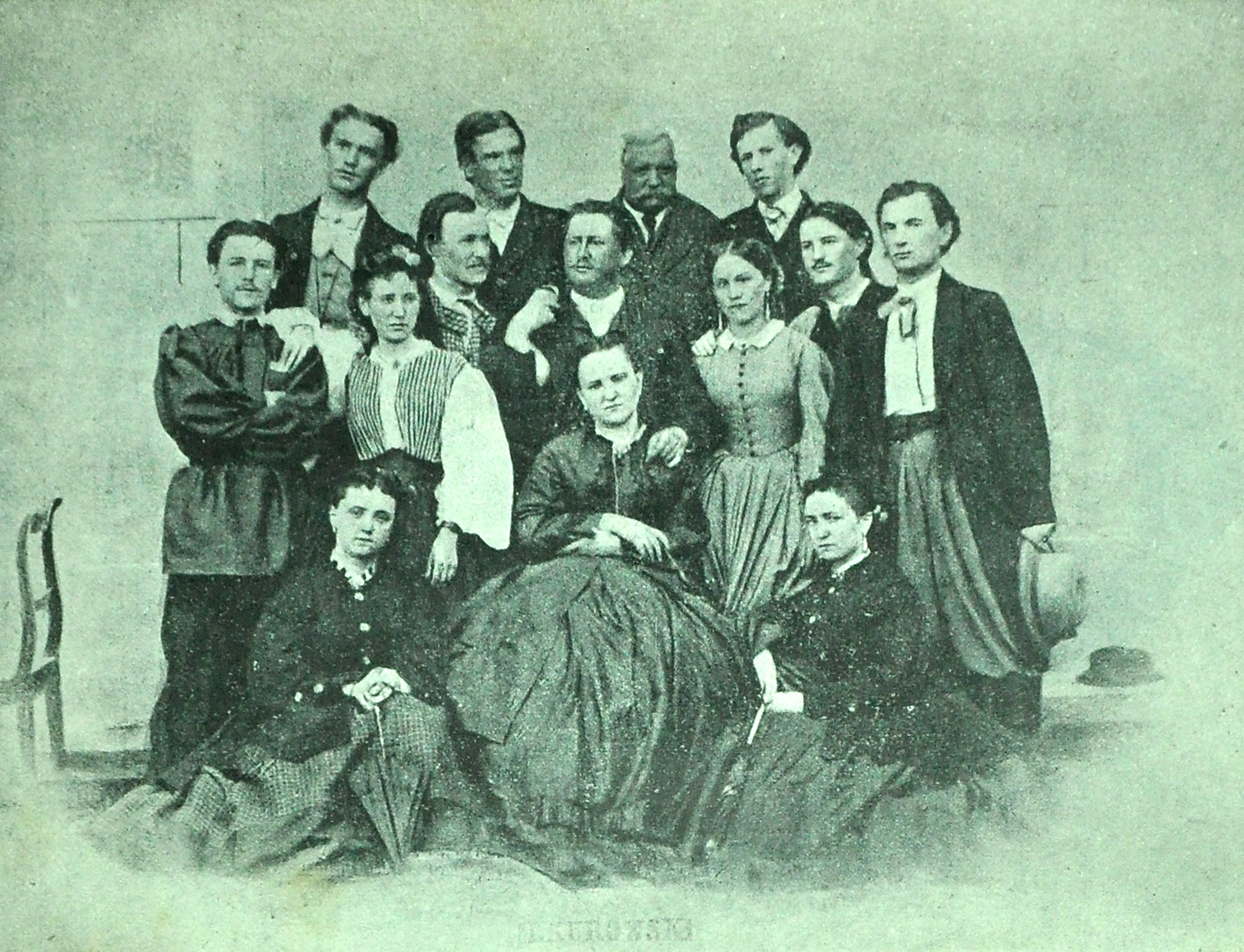
Перша дружина Руського народного театру, 1864 рік

3 березня 1864 року у Львові відбулося відкриття товариства «Руська Бесіда» виставою «Маруся» (за Григорієм Квіткою-Основ'яненком) у переробці С. Ґолембіовського, музика В. Квятковського. Диригував Омелян Бачинський, у ролі Марусі — Теофіля Бачинська.
Відкриття галицького професійного театру «Руської Бесіди» сталося у Львові 29 березня 1864 року, а перша вистава відбулася у приміщенні Народного дому. Засновником «Руської Бесіди» (1861 р.) і її театру (1864 р.) був Юліан Лаврівський. Створений і утримуваний товариством «Української (Руської) Бесіди» у Львові, театр до 1914 року частково був субвенціонований Галицьким сеймом. Він обслуговував Галичину й Буковину, гостинно виступав у Кам'янці-Подільському, Жмеринці, Житомирі та в Польщі (Новий Санч, Тарнів, Краків), гостив на своїй сцені, крім акторів львівського польського театру, Марка Кропивницького (1875), Миколу Садовського і Марію Заньковецьку (1905—1906), що, окрім обміну сценічним досвідом, обумовило піднесення мистецького рівня побутового репертуару на галицькій сцені.
Деякі актори театру виступали також на польській сцені (Елеонора Стечинська, Антоніна Осиповичева, Антон Моленцький, Олена Гембицька, Іван Гриневецький, Казимир Плошевський та інші), а значна частина була обізнана з мандрівними трупами східних і центральних українських земель.
Театр спочатку очолювали Омелян Бачинський (1864—1867 і 1881), Антон Моленцький (1869—1873); вони користувалися, побіч галицької драматургії (Рудольфа Моха, Івана Гушалевича, Івана Наумовича, Василя Ільницького, Софрона Витвицького), головно репертуаром центральних земель (п'єси Григорія Квітки-Основ'яненка, водевілі Антона Янковського, Антона Велісовського, В. Дмитренка, Степана і Григорія Карпенків та ін.).
За директорки Теофіли Романович (1874—1880) театр визначався добрим акторським складом і поширенням репертуару, що підготувало ґрунт Івану Біберовичеві й Івану Гриневецькому (1882—1892), період директорства яких звичайно називали «золотим віком» галицького театру. Вони впровадили на галицьку сцену українську історичну (Омеляна Огоновського, Корнила Устияновича, Павла Барвінського), побутову (Марка Кропивницького, Михайла Старицького, Івана Карпенка-Карого, Панаса Мирного, Якова Кухаренка) і міщанську (Григорія Цеглинського) драму, оперу (Миколи Лисенка, Семена Гулака-Артемовського, Порфирія Бажанського), західно-європейську драматургію (Віктор'єна Сарду, Ежена Скріб, Ж. Оне, Августа фон Коцебу, Карла Фердинанда Гуцкова, Фрідріха Шиллера, Генріха фон Кляйста, Карла Ґольдоні) та оперету (Жана Робера Планкета, Шарля Лекока, Карла Міллекера, Жака Оффенбаха, Йоганна Штрауса та ін.).
Від 1893 головним режисером театру був Степан Курбас. У 1897 керівництво «Руської Бесіди» призначило його директором театру. Однак ще того ж року, посварившись із ними, Степан Курбас організував власну трупу.
У 1901—1905 році директором театру працював Михайло Губчак, який був змушений відійти від керівництва театром «внаслідок внутрішнього конфлікту, на який зреагував навіть Іван Франко».

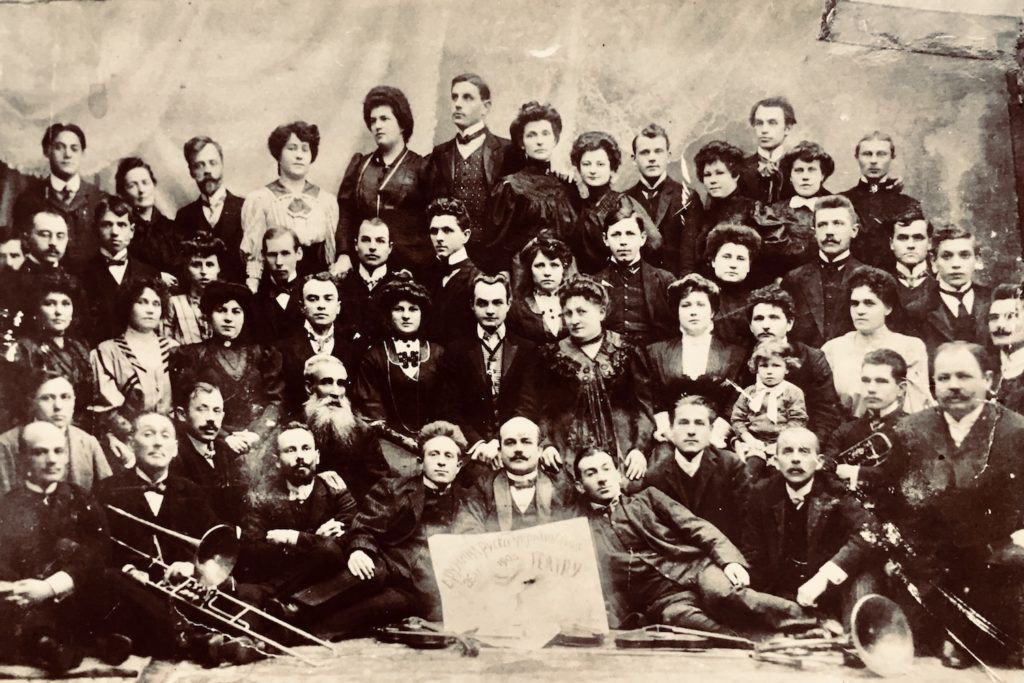
Театр Української Бесіди 1908

Після деякого занепаду по смерті Івана Гриневецького рівень театру знову піднісся за директора Йосипа Стадника (1906—1913), Романа Сірецького і Степана Чарнецького (весна 1913 — серпень 1914), головно через поширення західно-європейського оперного репертуару й європейської драми. Під час війни, зокрема і в 1915–1920-их pp., актори театру виступали в різних трупах: «Тернопільські театральні вечори» (Лесь Курбас), «Стрілецький Театр», «Чернівецький Театр» і «Театр ЗО УНР» (Катерина Рубчакова), «Театр Начальної Команди УГА» (Іван Рубчак), «Український Людовий Театр» (Василь Коссак), «Український незалежний театр» (Григор Ничка, Йосип Стадник), «Український Новий львівський Театр» (Амвросій Бучма) і, нарешті, знову в «Театрі Української Бесіди» Олександра Загарова — Йосипа Стадника, субвенціонованого Бр. Овчарським.
У липні 1924 року Товариство Української Бесіди за браком фінансової бази відмовилося від дальшої опіки над театром.
Театр Української Бесіди чимало спричинився до пробудження національної свідомості галицьких українців і здобув собі не тільки тривке місце в історії галицького відродження, але й великою мірою спричинився до постання модерного українського театру на Центральних і Східних Українських Землях (Лесь Курбас, Януарій Бортник, Філомена та Фавст Лопатинські, Мар'ян Крушельницький, Йосип Гірняк, Євген Коханенко, Северин Паньківський, Софія Федорцева, Ольга Рубчаківна-Юра, Амвросій Бучма та багато ін.).

## Репертуар
Протягом 60 років Театр Української Бесіди ставив водевілі, мелодрами, оперети, перекладні п'єси західно-європейських драматургів й українську побутову драму. Найбільшим успіхом користувалися німецькі драматурги (крім уже названих, Герман Зудерман, Готгольд Лессінг, Фрідріх Геббель, Франц Ґрільпарцер, Гергарт Гауптман, Макс Гальбе), скандинавські (Генрік Ібсен, Б'єрнстьєрне Б'єрнсон, Август Стріндберг), французькі (Ростан Едмон, П'єр Бомарше, Жан Батист Мольєр) й англійські (Оскар Вайлд, Бернард Шоу, Вільям Шекспір). Побіч українських опер Миколи Лисенка, Миколи Аркаса, Дениса Січинського), український глядач в «Театрі Української Бесіди» вперше познайомився на українській сцені з операми: «Жидівка» (Жака Галеві), «Мадам Баттерфляй» (Джакомо Пуччіні), «Кармен» (Жоржа Бізе), «Травіата» (Джузеппе Верді), «Фауст» (Шарля Гуно), «Оповідання Гофмана» (Жака Оффенбаха), «Сицилійське парубоцтво» (П'єтро Масканьї), «Продана наречена» (Бедржиха Сметани), «Галька» (Станіслава Монюшка) та ін.

## Акторський склад
За час існування театру на сцені виступали визначні актори: Іван Гриневецький, Казимир Плошевський, Степан Янович, Андрій Стечинський, Василь Юрчак, Семен Семдор, Іван Рубчак, Лесь Курбас, Микола Бенцаль, Амвросій Бучма, Лазар Шевченко, Михайлина Жарська, Володимир Блавацький, Теофілія Бачинська-Лютомська, Марія Романович і Теофіла Романович, Іванна Біберовичева, Антоніна Осиповичева, Софія Стадникова, Ірена Туркевич-Мартинець, Філомена Лопатинська, Катря Козак-Вірленська, Антон Вітошинський, Мар'ян Керницький, Сидір Терлецький, Марія Гребінецька, Ярослава Барничева, Ванда Коссакова-Сорокова, Катерина Рубчакова, Ганна Кушнарьова, Ісидор Трембіцький та інші.

## Режисери театру
Над постановками тут працювали Микола Садовський, Марко Кропивницький, Микола Вороний, Микола Вільшанський та ін.